# Leptotarsus noelianus
Leptotarsus noelianus är en tvåvingeart som beskrevs av Alexander 1978. Leptotarsus noelianus ingår i släktet Leptotarsus och familjen storharkrankar. Inga underarter finns listade i Catalogue of Life.